# Vibra is Back
『Vibra is Back』（ビブラ イズ バック）は、1989年（平成元年）12月1日に発売された日本のアルバムである。近田春夫&ビブラストーン（のちのビブラストーン）のファーストアルバム。DATの一発録りによるライヴ・アルバムである。

## 概要・略歴
ヒップホップレーベル「BPM」での活動を終えた近田春夫が、1988年（昭和63年）に結成した人力ヒップホップビッグバンド・近田春夫&ビブラストーンが最初に発表した音源である。録音はDAT一発録り、渋谷クラブクアトロでの1989年（平成元年）1月17日、同年10月18日、10月24日、インクスティック六本木での同年7月22日で収録したライヴ盤である。リリースナンバーはSCCD-5006、定価は税込1,980円（税抜1,923円、当時）であった。
当時はメンバーがまだ固まっておらず、ドラムスはのちの横銭ユージではなく「TOSHI-OH!!」とクレジットされている。キーボードの渡辺貴浩、バリトンサックスの瓶家清（栗原潔）も本アルバムには参加していない。また、本アルバム収録曲中、1989年1月17日録音である『WABI SABI』と『NASU-KYURI』の2曲には、都並清史が演奏に参加していないことが本アルバムのジャケットに明記されている。

## クレジット
- HARUO CHIKADA （近田春夫） - ヴォーカル、ラップ、キーボード
- OTO  - ギター
- YOSUKE-O （岡田陽助） - ギブソン L-6S
- YUJI-O （沖山優司） - ギブソン L-9S （ベース）
- TOMOHISA*Dr.TOMMY*KAWANO （Dr.Tommy） - ヴォーカル、ラップ、リアル・ハモンド
- TOSHI-OH!! （高畠俊男）- ドラムス
- NOGERA - コンガ、ヴォーカル
- KIMIHIKY-OH!! （佐藤公彦） - ドクター・マーセル、テナー・サックス

以下、ビブラホーンズ
- KIYOSHI TSUNAMI （都並清史） - トランペット*6「WABI SABI」と7「NASU-KYURI」には不参加
- KOUNOSUKE UMEZAWA （梅沢幸之助） - トロンボーン

- プロデューサー MAMORU KO （高護、SFC音楽出版）
- ディレクター MASATO TAKAHASHI （SFC音楽出版）
- マスタリング・エンジニア TERUAKI IGARASHI
- アート・ディレクション MITSUO SHINDO （信藤三雄、コンテムポラリー・プロダクション）
- デザイン SAWAKO NAKAJIMA （コンテムポラリー・プロダクション）
- アーティスト・マネージメント HIROSHI TAKATSUKA （SFC音楽出版）
- スペシャル・サンクス・トゥ YUJI SUGIYAMA / YUKIKO KO

## 収録曲
1. VIBRA IS BACK （8分23秒） - インストゥルメンタル
  - 作曲近田春夫
2. NINGEN BARBEQUE （12分50秒）
  - 作詞・作曲近田春夫
3. Hoo! Ei! Ho! （9分44秒） - President BPMのカヴァー
  - 作詞・作曲近田春夫
4. YADA （9分47秒）
  - 作詞・作曲近田春夫
5. HEAVY （7分01秒） - President BPMのカヴァー
  - 作詞・作曲近田春夫
6. WABI SABI （8分11秒）
  - 作詞・作曲近田春夫
7. NASU-KYURI （5分21秒） - President BPMのカヴァー
  - 作詞・作曲近田春夫

本アルバムのジャケット、ライナーには、作詞作曲編曲等のクレジットはない。

## 関連事項
- 日本のヒップホップ
- 1989年の音楽

## 註
1. ↑  1989年（平成元年）4月1日から日本で消費税が実施されたが、当時は「税率3%」であった。「消費税」の項の記述を参照。
2. 1 2 3 4  同アルバム『Vibra is Back』（ソリッドレコード、1989年12月1日発売）のジャケット、ライナーの記述を参照。
3. ↑  JASRAC公式サイトの「作品データベース検索サービス」の記述に従い、かつ作詞家・作曲家の通常名に統一した。